# クォーソン
クォーソン（Quorthon、1966年2月17日 - 2004年6月3日）は、スウェーデンのミュージシャン。ブラックメタルのジャンルを開拓し、ヴァイキング・メタルのスタイルを生み出したとされるバンド「バソリー」の創設者の一人であり、唯一のソングライターでもある。バンドではボーカル含め全楽器を担当した。

## 概要・来歴
1983年、17歳の頃に「バソリー」を結成。その後、オイ!・バンド「Stridskuk」で短期間活動した後、ドラマーのJohan "Jolle" ElvénとベーシストのRickard "Ribban" Bergmanが在籍し、彼らはバソリーの初期デモ、Bergmanはアルバムに参加した。
1980年代半ばから後半にかけて、バソリーのライブパフォーマンスは稀だった。この時期のアルバムは、当時急成長していたブラックメタルのサブジャンルに貢献し、貴重な写真もバンドのイメージを決定づける一因となった。1990年代に入ると、彼はバンドの全権を掌握し、雇われたミュージシャンとのレコーディングに時間を費やすため、ライブを行わないことを選択し、また、1980年代のブラックメタルから、歌詞が北欧神話に焦点を当てていることから、最終的にはヴァイキング・メタルというジャンルの創始となった、よりスローでヘヴィなスタイルへとスタイルを変えた。これ以降、彼はほとんどすべてのアルバムでギター、ベースを弾き、ドラム・マシーンかセッション・ドラマーを使うことがほとんどだった。
また、バソリーの5枚目スタジオ・アルバム『Hammerheart』収録曲「One Rode to Asa Bay」のミュージック・ビデオの制作費は全て自己負担した。このビデオはMTVの『Headbangers Ball』で放映されたが、番組のインタビューを受けた時点では彼はまだ見ていなかった。
1993年にバソリーを脇に置き、「クォーソン」名義で2枚のアルバムをレコーディング、リリースした。最初のアルバム『Album』は1994年にリリースされた。最後のソロ作品は、1997年の『Purity of Essence』とEP『When Our Day Is Through』である。クォーソン名義でリリースされたアルバムは、バソリーのブラック/ヴァイキング・メタル・スタイルよりもロック志向が強かった。これらのアルバムに取り組む中で、彼はバソリーのために作曲を続ける新たなインスピレーションを見出した。バソリーの次のアルバムはレトロなスラッシュメタル・スタイルで、特に『Nordland saga』では再びヴァイキング・メタル・スタイルに傾倒した。
しかし、2004年6月3日にストックホルムのアパートで死亡しているのが発見された。死因は心不全によるもので38歳の若さだった。

## ディスコグラフィ

### ソロ・アルバム
- Album (1994年)
- When Our Day Is Through EP (1997年)
- Purity of Essence (1997年)